# Artist Company
Artist Company（韓語：아티스트컴퍼니）是一間韓國的經紀公司，2016年由李政宰與鄭雨盛一同成立，2025年與李政宰成為最大股東的「Artist United」合併，並將公司統稱為Artist United。

## 关联企业
2023年12月，李政宰与郑雨盛通过第三者有偿增资的方式分别以约100亿韩元和约20亿韩元获得科斯达克上市广告公司Wider Planet（韩交所：321820）45%和9%的股份，李政宰成为该公司最大股东；Wider Planet于2024年3月宣布公司名称变更为“Artist United”，任命李政宰、郑雨盛为公司内部理事，总部办公地址变更至Artist Company所在地，坊间猜测两公司计划合并。Artist United于2024年11月宣布并购Artist Company，2025年1月合并完成后公司统称“Artist United”。
此外，Artist United收购了《財閥家的小兒子》《白雪公主非死不可—Black Out》等电视剧的制作公司来梦来人（래몽래인）并更名为“Artist Studio”。

## 旗下藝人

### 男演員
- 李政宰（2016年—）
- 鄭雨盛（2016年—）
- 金鍾洙（2017年—）
- 裴晟佑（2017年—）
- 申正根（2017年—）[11]
- 車來亨（2017年—）
- 崔京勳（2020年—）
- P.O（2021年—）
- 安聖基（2021年—）
- 金准韩（2022年—）
- 朴海鎮（2022年—）[12]
- 朴勳（2023年—）[13]
- 金允道
- 劉正厚

### 女演員
- 廉晶雅（2017年—）
- （2017年—）
- 趙怡賢（2019年7月—）
- 林智妍（2021年—）
- 高我星（2023年7月—）[14]
- 元真兒（2023年8月—）
- 金惠奫（2024年4月—）[15]
- 朴世阮（2025年—）[16]

## 過往藝人
- 河正宇（2017年—2018年）
- 孫知賢（2016年—2019年）
- 金義聖（2017年—2020年）
- 李伊（2017年—2020年）
- 高我星（2017年—2020年）
- 閔武濟（2017年—？）
- 孫旻顥（2017年—？）
- 鄭原仲（2017年—？）
- 韓秀賢（2017年—？）
- 張宇赫（2017年—？）
- 姜申哲（2017年—？）
- 李詩雅（2016年—？）
- 李絮（2017年—2022年）
- 金世璘（2017年—？）
- 李垂珉（2019年6月—2022年）[17]
- 高雅羅（2017年—2022年）
- 張奕貞（朝鲜语：장이정）
- 尹钟彬
- 李周安（朝鲜语：이주안）
- 金叡園（2018年7月—2023年8月）
- 崔里（2023年4月—2024年4月）[18][19]
- 李周英（2023年4月—2024年）[20]
- 張東周（2019年—2025年）[21]

## 外部連結
- 官方网站
- Artist Company的Facebook專頁
- Artist Company的X（前Twitter）
- Artist Company的Instagram帳戶